# Ourém (đô thị)
Ourém là một huyện thuộc tỉnh Santarém, Bồ Đào Nha. Huyện này có diện tích 416 km², dân số thời điểm năm 2001 là 46216 người.